# Cnestis platantha
Cnestis platantha är en tvåhjärtbladig växtart som beskrevs av William Griffiths. Cnestis platantha ingår i släktet Cnestis och familjen Connaraceae. Inga underarter finns listade i Catalogue of Life.